# Алварайнс (Амазонас)

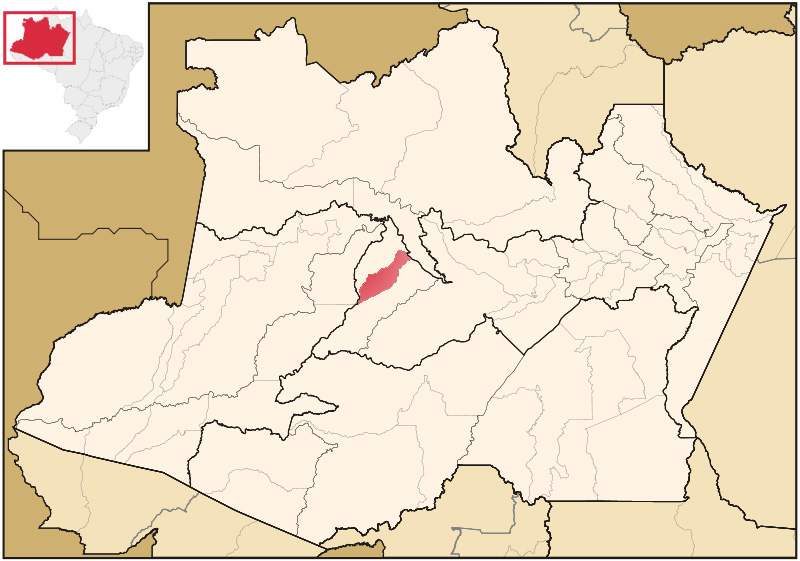
Алварайнс на карте штата.

Алварайнс (порт. Alvarães) — муниципалитет в Бразилии, входит в штат Амазонас. Составная часть мезорегиона Центр штата Амазонас. Входит в экономико-статистический микрорегион Тефе. Население составляет 14 088 человек на 2010 год. Занимает площадь 5883,07 км². Плотность населения — 2,39 чел./км².

## История
Город основан в 1985 году.

## География
Климат местности: экваториальный.

## Границы
Муниципалитет граничит:
- на северо-востоке — муниципалитет Мараан
- на юго-востоке — муниципалитет Тефе
- на юго-западе — муниципалитет Журуа
- на северо-западе — муниципалитет Уарини

## Демография
Согласно сведениям, собранным в ходе переписи 2010 г. Национальным институтом географии и статистики (IBGE), население муниципалитета составляет:
| Полное население                               | Полное население                               | Полное население                               | Полное население                               | 14 088 |
| ---------------------------------------------- | ---------------------------------------------- | ---------------------------------------------- | ---------------------------------------------- | ------ |
| в том числе:                                   | Городское население                            | 7887                                           | Процент городского населения, %                | 55,98  |
|                                                | Сельское население                             | 6201                                           | Процент сельского населения, %                 | 44,02  |
|                                                | Мужское население                              | 7416                                           | Процент мужского населения, %                  | 52,64  |
|                                                | Женское население                              | 6672                                           | Процент женского населения, %                  | 47,36  |
| Плотность населения, чел/км²                   | Плотность населения, чел/км²                   | Плотность населения, чел/км²                   | Плотность населения, чел/км²                   | 2,39   |
| Население муниципалитета в % к населению штата | Население муниципалитета в % к населению штата | Население муниципалитета в % к населению штата | Население муниципалитета в % к населению штата | 0,40   |

По данным оценки 2015 года, население муниципалитета составляет 15 545 жителей.

## Важнейшие населенные пункты
| № | Населённый пункт | Населённый пункт (порт.) | Категория         | Население чел. (2010) | На карте                       |
| - | ---------------- | ------------------------ | ----------------- | --------------------- | ------------------------------ |
| 1 | Алварайнс        | Alvarães                 | город             | 7887                  | 3°12′51″ ю. ш. 64°48′51″ з. д. |
| 2 | Маража           | Marajá                   | индейская деревня | 501                   | 3°10′42″ ю. ш. 64°49′41″ з. д. |
| 3 | Ногейра          | Nogueira                 | поселок           | 446                   | 3°18′01″ ю. ш. 64°46′50″ з. д. |